# لورينزو ويليامز (لاعب كرة سلة مواليد 1969)
لورينزو ويليامز (بالإنجليزية: Lorenzo Williams)‏ مواليد 15 يوليو 1969 في أوكالا، هو لاعب كرة سلة أمريكي سابق. بدأ مسيرته الاحترافية في سنة 1992. يبلغ طوله 6 قدم 9 بوصة (2.1 م). اعتزل اللعب في 2000.

## المسيرة الاحترافية
لعب مع شارلوت هورنتس في سنة 1992، ثم لعب مع أورلاندو ماجيك في سنة 1992، ثم لعب مع بوسطن سيلتكس في سنة 1993، ثم لعب مع أورلاندو ماجيك في سنة 1993، ثم لعب مع شارلوت هورنتس في سنة 1994، ثم لعب مع دالاس مافيريكس من سنة 1993 إلى 1996، ثم لعب مع واشنطن ويزاردز من سنة 1996 إلى 2000.

## روابط خارجية
- لورينزو ويليامز على موقع إن بي أي (الإنجليزية)
- لورينزو ويليامز على موقع سبورتس رفرنس (الإنجليزية)
- لورينزو ويليامز على موقع كلية كرة السلة في سبورتس رفرنس.كوم (الإنجليزية)
- لورينزو ويليامز على موقع ريلجم (الإنجليزية)
- لورينزو ويليامز على موقع بروبوليرز (الإنجليزية)